# Margherita Marescotti

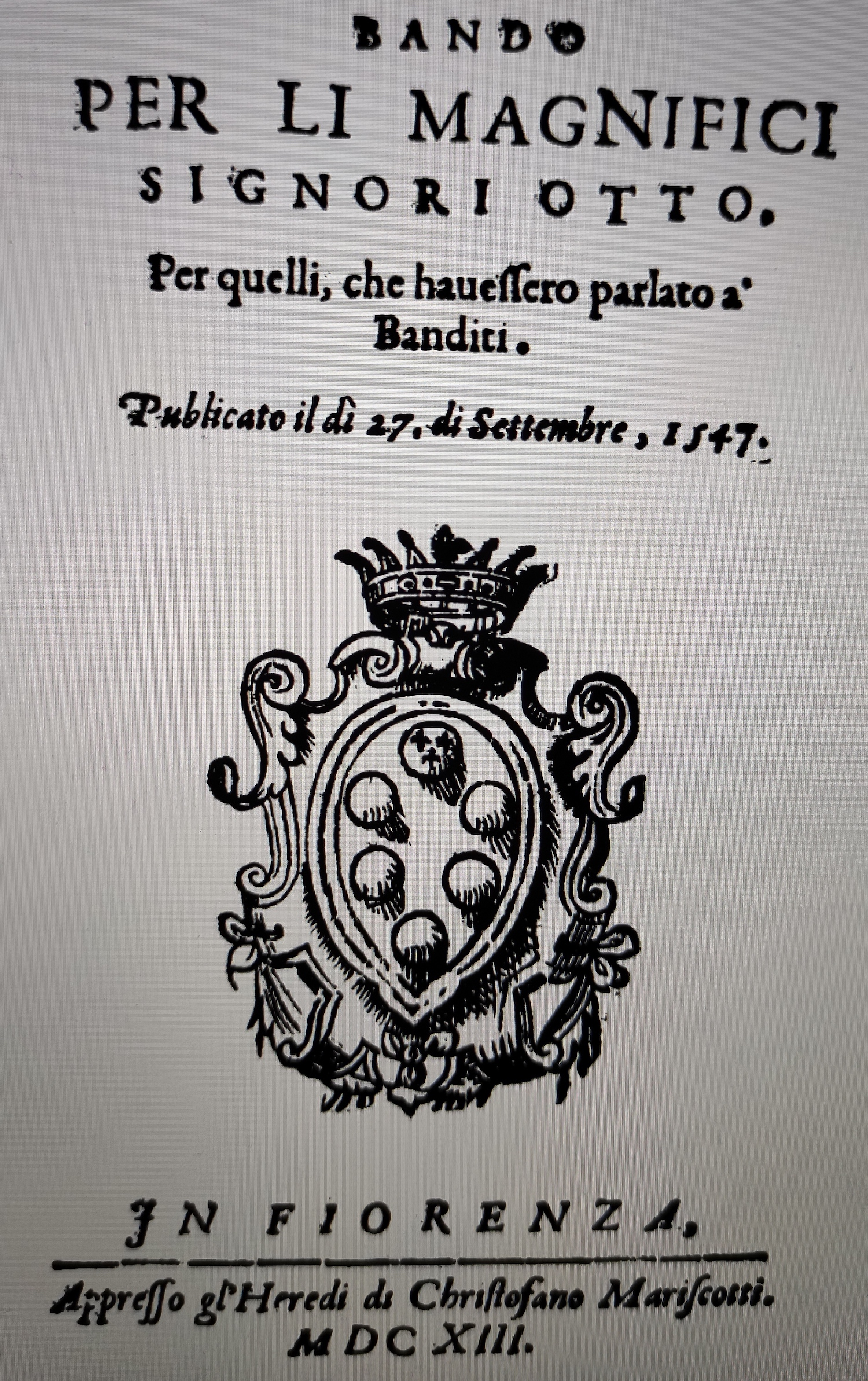
Editto stampato dagli eredi di Cristofano Marescotti, Firenze, 1613. Foto di Biblioteca Riccardiana Firenze

Margherita Marescotti (nata Margherita Pugliani; fine XVI secolo – metà XVII secolo) è stata una tipografa italiana attiva a Firenze tra il 1611 e il 1617.

## Biografia
Figlia di un tale Simone Pugliani, non ci sono informazioni in merito alla data e al luogo di nascita di Margherita. Fu moglie di Cristofano Marescotti, figlio di Giorgio Marescotti, illustre tipografo attivo tra il 1563 e il 1601 a Firenze. Dal matrimonio con Cristofano, avvenuto poco prima della morte di Giorgio nell'aprile del 1602, nacque la loro unica figlia Caterina. Cristofano investì l'intera dote matrimoniale di Margherita nella tipografia ereditata dal padre Giorgio.
In seguito alla morte di Cristofano, avvenuta nel settembre del 1611, a contendersi la tipografia furono in molti, tra cui Margherita, con lo scopo di poter maritare la figlia Caterina. Il 22 maggio 1613 Caterina sposò lo stampatore Domenico Magliani.
Margherita assunse il controllo della tipografia dal 1611 al 1617. Dal 1613 entrò nella gestione dell'azienda anche la figlia Caterina. Non si hanno informazioni in merito alla data di ingresso in tipografia di un tale Zanobi, collaboratore dei Marescotti. I tre gestirono l'azienda fino alla metà del 1614, quando Margherita decise di lasciare la tipografia per aprire una nuova stamperia, nella stessa strada, ma in solitaria.
La richiesta di privilegio sulle opere da parte di Margherita incontrò molte difficoltà. Modesto di Filippo di Bernardo Giunta evidenziò i problemi della Marescotti in una lettera (risalente a prima del 15 settembre 1611, data della replica di Vinta) a Belisario Vinta. Il 21 settembre 1611 a Margherita venne conferito il privilegio sulle opere per due anni, prorogato poi di altri due fino al 1615. Nel settembre del 1616 Margherita richiese nuovamente il privilegio. Era ormai in gravi difficoltà economiche, gravate dal rientro a casa della figlia Caterina e dei suoi due figli, dopo che il marito di quest'ultima, Magliani, venne mandato in esilio per l'omicidio di un suo collaboratore.
Stampò prevalentemente editti fino al 1617 quando, sia a causa della grave situazione economica, sia a causa del fatto che la quasi totalità del materiale ufficiale fiorentino destinato ad andare in stampa venne circoscritto e affidato alla stamperia di Zanobi, non fu più in grado di proseguire l'attività. A lei subentrò Zanobi, il quale adottò anche il motto dei Marescotti, "vult et potes".

## Attività tipografica
Cominciò a stampare solo dopo la morte del marito. Stampò prevalentemente editti, bandi e bollettini. Tra le pubblicazioni che potrebbero essere riconducibili anche a Margherita (il marito era ancora vivo), vi è il "Bando sopra la valuta df (!) gigliati" (variante del titolo "Bando sopra la valuta de gigliati") pubblicato a Firenze "appresso i Marescotti" nel 1608. Marco Santoro nel suo Imprenditrici o facenti funzioni? indica la Marescotti come probabile responsabile di un'edizione del 1613, di cui non si hanno ulteriori informazioni. Stampò fino al 1617, quando alla guida della stamperia subentrò Zanobi.